# Macrosialin
Macrosialin (synonym CD68) ist ein Oberflächenprotein aus der Gruppe der LAMP-Proteine und ein Zelladhäsionsmolekül.

## Eigenschaften

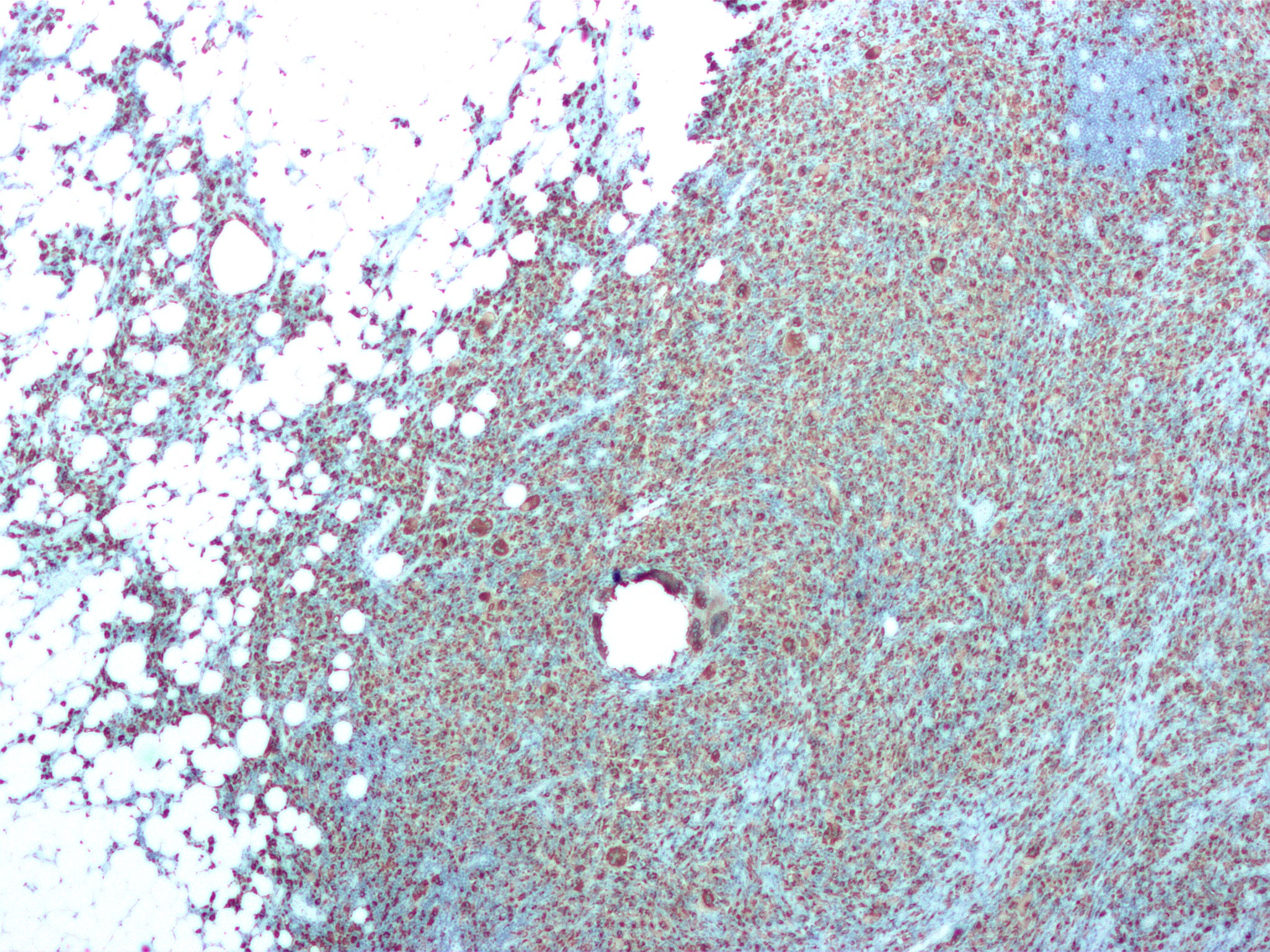
CD68-Immunfärbung von Makrophagen und Riesenzellen bei einer Xanthogranulomatösen Pyelonephritis

Macrosialin wird von Monozyten und Makrophagen (sowie deren gewebespezifischen residenten Gegenstücken, Histiozyten, Riesenzellen, Kupffer-Zellen und Osteoklasten) gebildet und ist ein Zelltypmarker. Weiterhin wird es von Lymphozyten, Fibroblasten und Endothelzellen erzeugt. Darüber hinaus wird es auch von verschiedenen Tumoren zur Ausbildung von Zellkontakten gebildet. Macrosialin ist glykosyliert.
Macrosialin bindet an oxidiertes LDL, Phosphatidylserin und an apoptotische Zellen.

## Anwendungen
Eine CD68-Immunfärbung wird bei der Diagnose der malignen Histiozytose, beim histiozytären Sarkom und bei Morbus Gaucher eingesetzt.